# Coney Island Jellyfish
Coney Island Jellyfish（コニーアイランド ジェリー フィッシュ）は日本のロックバンドである。

## メンバー
- 近藤ひさし（ボーカル）

解散後は、ソニー・ミュージックレコーズのディレクターとなり、YUI、ステレオポニーなどのアーティストをプロデュースする。
- 鈴木Daichi秀行（ギター）

元B♂NKURAメンバー。
解散後は、編曲家、音楽プロデューサーとして活動。
- 神田浩典（ベース）

元B♂NKURAメンバー
- Iris（DJコーラス）

- 太斉ケイイチ（ドラムス）

- 森田純正（ギター）

デビュー前に脱退。現在は、Animelo Summer Liveなどステージプロデューサーとして活動。

## 概要・略歴
原宿歩行者天国、通称原宿ホコ天出身バンドで結成から8ヶ月という早さでエピックレコードジャパンアンティノスレコードからメジャーデビューする。
1stシングル「夜の帰り道」はTVドラマ主題歌に起用されるなど、タイアップにも恵まれ周囲の期待も大きいデビューとなった。その後、アルバム1枚をリリースした後に解散。ボーカルの近藤はシャ乱Qが当時出演していた東海テレビOn・On・Onのレギュラーとして出演している。

## タイアップ一覧
| 使用年 | 曲名       | タイアップ                                                     |
| ------ | ---------- | -------------------------------------------------------------- |
| 1995年 | 夜の帰り道 | 日本テレビ系どんまい!!『小園総研』エンディングテーマ           |
| 1995年 | 夜の帰り道 | テレビ静岡 エリアコードドラマ054『Alice 6』エンディングテーマ  |
| 1995年 | 夜の帰り道 | MBS エリアコードドラマ06『異人館通りの聖夜』オープニングテーマ |